# Jonatex
Jonatex é a maior empresa têxtil de autoria britânica, localizada na Lituânia.